# Öllöv
Öllöv är en liten ort på Bjärehalvön i Båstads kommun i Skåne. Öllöv är en ort med övervägande sommarstugor. 